# Iwan Andrejewitsch Ostermann

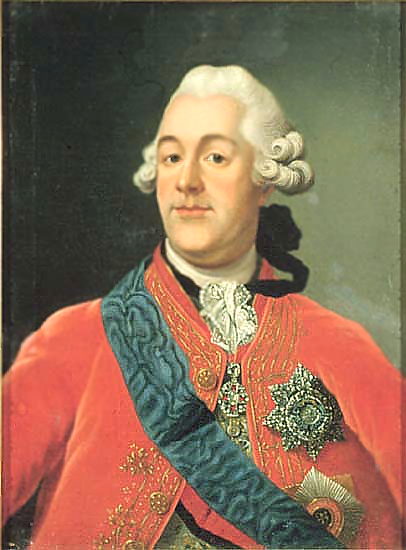
Graf Iwan Ostermann

Graf Iwan Andrejewitsch Ostermann (russisch Иван Андреевич Остерман; * 23. Apriljul. / 4. Mai 1725greg.; † 18. Apriljul. / 30. April 1811greg. in Moskau) war russischer Reichs(vize)kanzler (1775–1797) und Kabinettsminister, Senator (1781), Hauptdirigent des Kollegiums der Auswärtigen Angelegenheiten (1783–1797), Wirklicher Geheimer Rat, Ritter des St. Alexander- und des St. Andreas-Ordens und aller russischen Zivilorden überhaupt.

## Leben

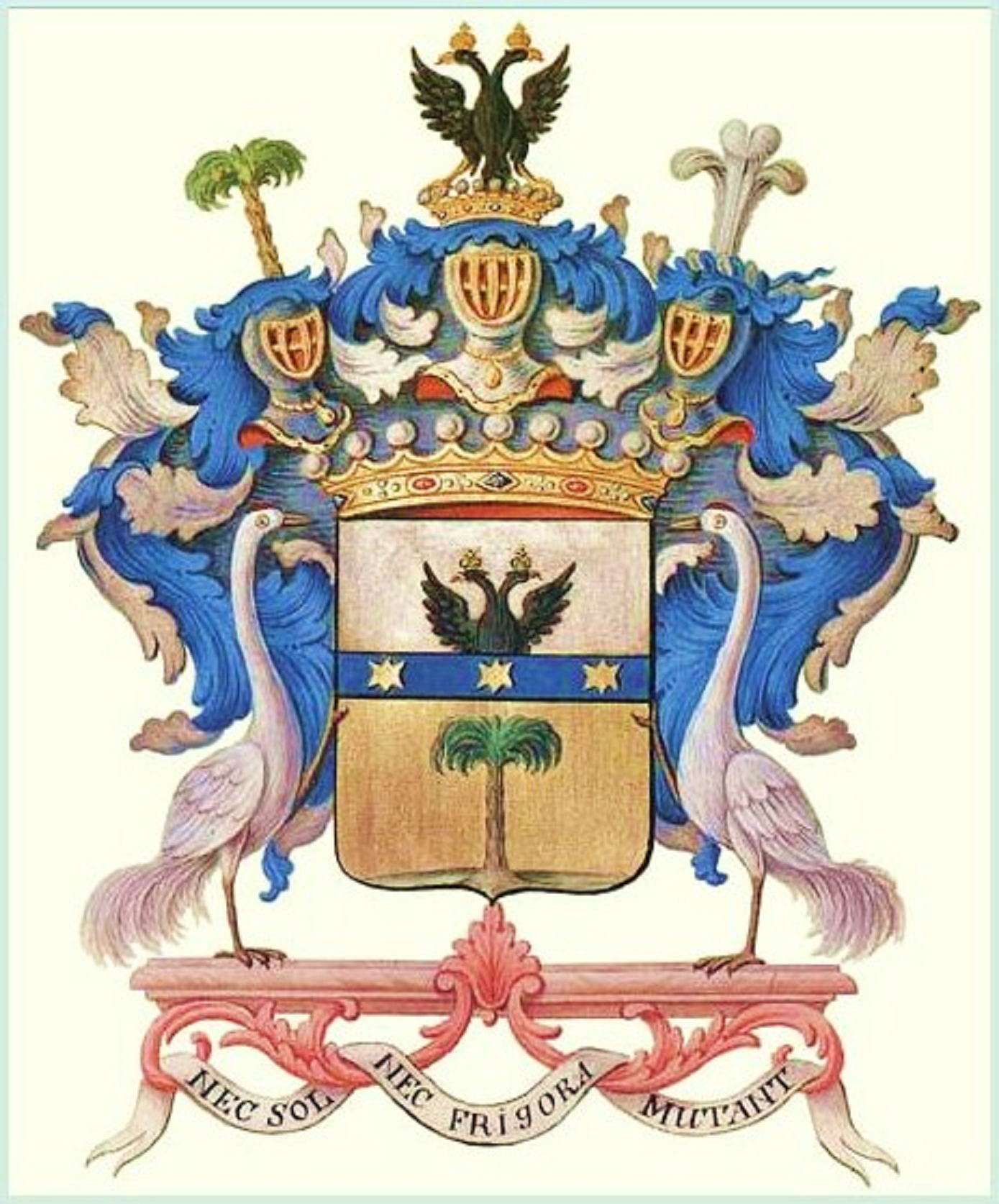
Wappen der Grafen Ostermann (seit 1730)

### Herkunft
Graf Iwan Ostermann war ein Sohn des aus Bochum gebürtigen, späteren, bis 1741 fast allmächtigen russischen Regentschaftsrats und Grafen Heinrich Johann Friedrich Ostermann (Andrej Iwanowitsch Osterman) und der Marfa Iwanowna Streschnewa (1698–1781). Der Vater der Mutter war der russische Hofbeamte Iwan Radionowitsch Streschnew aus einer alten, mit den Romanows nahe verwandten Bojarenfamilie, die schon mit Jewdokia die Gemahlin eines Zaren hervorgebracht und 1658 am Sturz des Patriarchen Nikon mitgewirkt hatte. Sein älterer Bruder war Graf Fjodor Andrejewitsch Ostermann (1723–1804), russischer Generalleutnant und Wirklicher Geheimer Rat sowie Zivilgouverneur des Gouvernements Moskau.
Sein bis dahin mächtiger Vater Andrej Iwanowitsch war, da er sich gegen die Thronbesteigung Elisabeths verwandt hatte, bei dieser in Ungnade gefallen. Als sie 1741 schließlich doch Kaiserin wurde, rächte sie sich an ihm, verurteilte ihn erst zum Tode durch Enthauptung und anschließendes Rädern, begnadigte ihn aber 1742, als er schon auf das Schafott gebracht worden war, und verurteilte ihn zu lebenslanger Verbannung nach Beresowo in Sibirien, wo er fünf Jahre später starb.
Die Ungnade der neuen Kaiserin erstreckte sich auch auf Iwan als den Sohn des Verurteilten: Der 16-Jährige wurde 1741 wie sein älterer Bruder Fjodor vom Garde- zum Armee-Kapitän degradiert. Die Mutter, eine der angesehensten Hofdamen, ging mit ihrem verbannten Ehemann nach Sibirien und kehrte erst nach dessen Tod 1747 zurück.

### Diplomatische Karriere
Nach seiner militärischen Degradierung wurde Iwan wie sein Bruder zu Feldregimentern in der Gegend der Baschkiren abgeordert, doch kehrten beide bald zurück. Darauf begab sich Iwan Ostermann auf eine lange (Studien-)Reise durch Europa. Seine Karriere als Diplomat und Staatsmann begann er zehn Jahre nach dem schmählichen Tod seines Vaters, im Jahre 1757, immer noch unter Kaiserin Elisabeth, bei der russischen Gesandtschaft in Paris. Im Jahre 1760 ernannt, seit 1762 unter Kaiserin Katharina II., war er bis 1774 russischer Gesandter in Stockholm.
Kaiserin Katharina berief ihn 1775 zum Reichsvizekanzler, de facto im Amt des Reichskanzlers („Großkanzlers“), welches auch sein Vater bis zu seinem Sturz durch Elisabeth 1741 faktisch innehatte. Nur war dem Vater bis dahin der formale Spitzentitel des Großkanzlers, als gebürtigem Ausländer, verwehrt geblieben. Das Amt des Reichskanzlers behauptete der Sohn bis 1797, 1781 auch zum Senator ernannt und seit 1783, ebenfalls bis 1797, vermehrt um das Amt des Hauptdirigenten des Kollegiums der Auswärtigen Angelegenheiten.
Als Iwan Ostermann am 14. Oktober 1790, zusammen mit seinem Bruder Fjodor, von Kaiserin Katharina II. das Adelsdiplom entgegennahm, worin der 1730 dem Vater verliehene Grafenstand dokumentiert ist, führte er die Titel Wirklicher Geheimer Rat, Vizekanzler und Senator und bekleidete daneben seit 1763 auch den militärischen Rang eines Generalmajors, während sein älterer Bruder Generalleutnant, Wirklicher Geheimer Rat und Senator war.

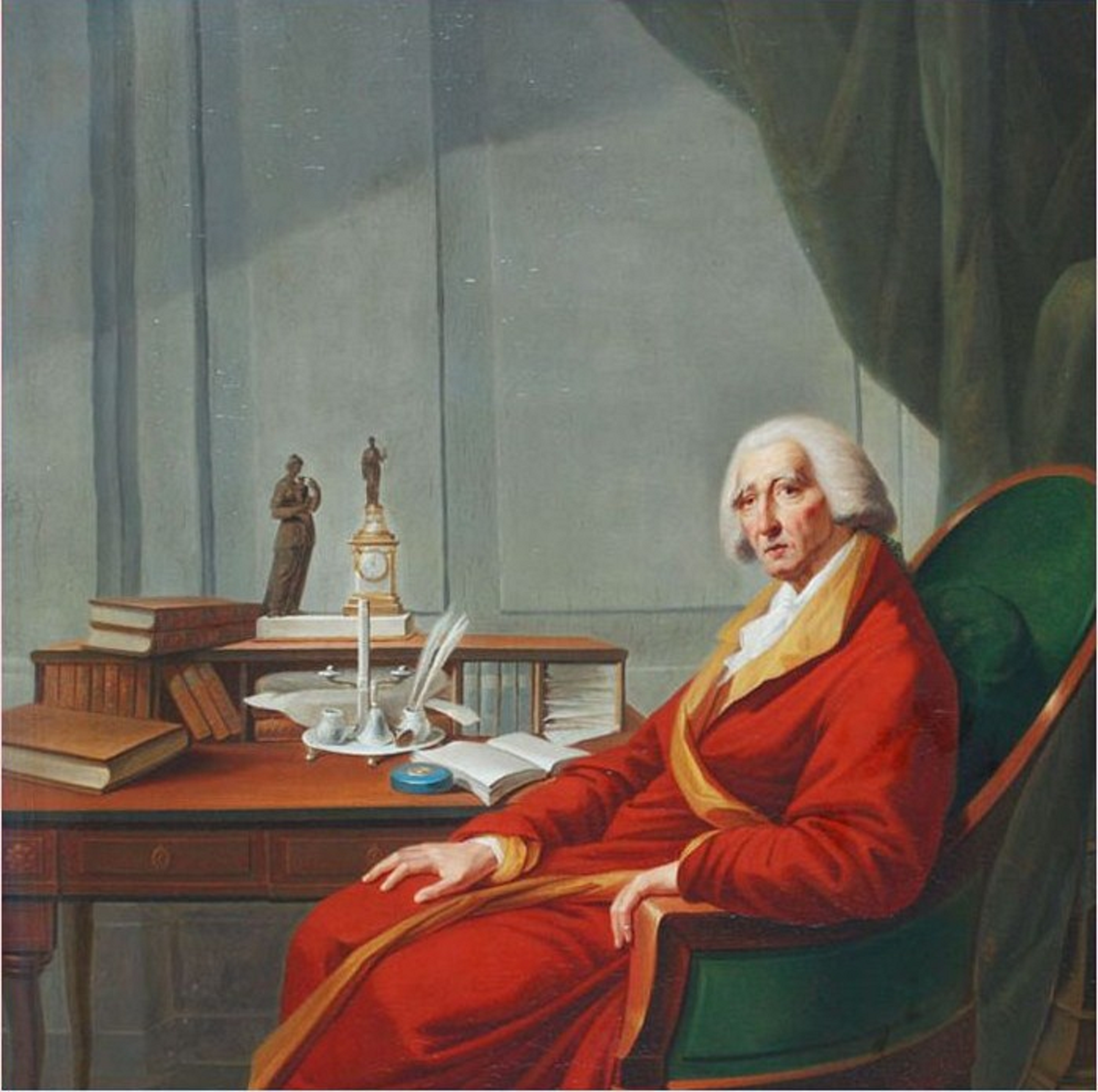
Altersporträt Ostermanns

Fast unmittelbar nach dem Tod Katharinas († 1796) wurde Graf Ostermann von ihrem Nachfolger mit dem nominellen Titel des Großkanzlers geehrt, aber auf Nachdruck Kaiser Pauls I. trat Ostermann, 72 Jahre alt, als Reichskanzler und Hauptdirigent des Kollegiums der Auswärtigen Angelegenheiten 1797 schließlich zurück und verbrachte seine letzten Jahre in Moskau.

### Familie
Erst relativ spät trat Graf Ostermann in den Ehestand. Er nahm sich Alexandra Iwanowna Talysina (* 1745) zur Frau, eine Tochter des Admirals Iwan Lukianowitsch Talysin(1700–1777). Als sie am 17. Februar 1793 starb, war sie noch in den mittleren Jahren.
Im Jahr 1782 erbte Iwan Andrejewitsch von Wassili Iwanowitsch Streschnew (1707–1782), seinem Onkel mütterlicherseits, einen alten Gutshof im Zentrum von Moskau. Um jene Zeit bekam dessen Hauptgebäude, das seit 1981 das Russische Nationalmuseum der Volkskunst und dekorativen Gestaltung beheimatet, sein heutiges Aussehen. In diesem Haus verstarb Iwan Andrejewitsch im Jahr 1811 im Alter von 86 Jahren.
Iwan Andrejewitsch Ostermann hatte keine eigenen Kinder. Seine Schwester Anna (1724–1769) war mit dem russischen General en chef, Graf Matwei Andrejewitsch Tolstoi (1701–1763), verheiratet. Deren Enkel, den nachmaligen russischen General der Infanterie Alexander Tolstoi (1770–1857), setzte er zu seinem Erben ein und so führte sein Großneffe Alexander Iwanowitsch, der von Iwans Bruder Fjodor († 1804) ebenfalls zum Erben berufen wurde, seit 1796 den Familiennamen Ostermann-Tolstoi. Jener hinterließ zwar keine eigenen Nachkommen, war aber mit einer Fürstin Golizyna verheiratet. Deren nächste Verwandte wurden Erben, und so führt ein in Paris ansässiger Zweig des Hauses Galitzin seit 1863 den Beinamen Ostermann.